# توم والدمان
توم والدمان (بالإنجليزية: Tom Waldman)‏ هو كاتب سيناريو أمريكي، ولد في 8 يوليو 1922 في شيكاغو في الولايات المتحدة، وتوفي في 23 يوليو 1985 في تشابل هيل في الولايات المتحدة.

## وصلات خارجية
- توم والدمان على موقع IMDb (الإنجليزية)
- توم والدمان على موقع روتن توميتوز (الإنجليزية)
- توم والدمان على موقع ألو سيني (الفرنسية)
- توم والدمان على موقع أول موفي (الإنجليزية)
- توم والدمان على موقع قاعدة بيانات الأفلام السويدية (السويدية)
- توم والدمان على موقع قاعدة بيانات الفيلم (الإنجليزية)
- توم والدمان على موقع كينوبويسك (الروسية)